# Buona la prima! (quarta edizione)
La quarta edizione di Buona la prima! è stata trasmessa in prima visione assoluta in Italia da Italia 1 dal 14 al 28 giugno 2017.
Le puntate sono state registrate in date 10, 11, 12, 13, 15 e 16 giugno 2017.
| nº | Titolo                 | Prima TV       | Ospite                | Suggeritore         |
| -- | ---------------------- | -------------- | --------------------- | ------------------- |
| 1  | Un'amica in difficoltà | 14 giugno 2017 | Ambra Angiolini       | Francesco Pannofino |
| 2  | Il guardaspalle        | 14 giugno 2017 | Martín Castrogiovanni | Francesco Pannofino |
| 3  | Il telefono smarrito   | 14 giugno 2017 | Federica Panicucci    | Graziano Cesari     |
| 4  | Che compleanno!!!      | 21 giugno 2017 | Alvin                 | Nadia Toffa         |
| 5  | Datti una pettinata    | 21 giugno 2017 | Gerry Scotti          | Pierluigi Pardo     |
| 6  | Gossip che passione    | 21 giugno 2017 | Samantha De Grenet    | Nadia Toffa         |
| 7  | La separazione         | 28 giugno 2017 | Alessia Marcuzzi      | Geppi Cucciari      |
| 8  | La prenotazione        | 28 giugno 2017 | Alessandro Borghese   | Paola Maugeri       |
| 9  | La finale di basket    | 28 giugno 2017 | Marco Belinelli       | Paola Maugeri       |